# Taking Over
《Taking Over》는 미국의 스래시 메탈 밴드 오버킬의 두 번째 스튜디오 음반으로, 1987년 3월, 애틀랜틱과 메가포스 레코드를 통해 발매되었다. 이 음반은 드러머 랫 스케이트가 1987년 밴드를 탈퇴하고 시드 팔크로 대체된 오버킬의 마지막 음반이다. 이 음반은 1994년 《W.F.O.》까지 밴드의 모든 음반을 발매한 최초의 음반이기도 하다.

## 투어 및 홍보
오버킬은 《Taking Over》를 홍보하기 위해 1년도 채 안 되는 기간 동안 투어를 했다. 1987년 3월부터 4월까지 헬로윈에서 《Keeper of the Seven Keys: Part I》 투어를 열었고, 5월부터 6월까지 Take Up Dead Tour에서 메가데스를 지원했다.
〈Wrecking Crew〉와 〈In Union We Stand〉는 현재까지 거의 모든 오버킬 쇼에서 라이브로 재생되고 있으며, 전자는 밴드의 대표곡 중 하나로 간주되고 있으며, 공식 웹사이트(wreckingcrew.com)의 타이틀이기도 하다.

## 평가
| 전문가 평가 | 전문가 평가 |
| 평가 점수   | 평가 점수   |
| 출처        | 점수        |
| ----------- | ----------- |
| AllMusic    | [ 4 ]       |
| Rock Hard   | 10/10       |

올뮤직의 존 북은 "이 뉴욕 밴드는 이번 음반으로 많은 관심을 받았지만, 돌이켜보면 바비 엘스워스의 보컬은 지금 목소리에 비하면 다소 끔찍하다"며 《Taking Over》에게 별 4개를 주었다. 이 음반은 미국 빌보드 200에서 191위에 올랐고 일주일 동안 그 차트에 머물렀던 오버킬의 첫 번째 차트였다.. 2005년, 《Taking Over》는 《록 하드》 잡지의 《역사상 가장 위대한 록 & 메탈 음반 500》에서 450위에 올랐다.

## 곡 목록
모든 곡들은 오버킬에 의해 작사/작곡하였다.
| #  | 제목                                      | 재생 시간 |
| -- | ----------------------------------------- | --------- |
| 1. | 〈Deny the Cross〉                        | 4:43      |
| 2. | 〈Wrecking Crew〉                         | 4:32      |
| 3. | 〈Fear His Name〉                         | 5:24      |
| 4. | 〈Use Your Head〉                         | 4:19      |
| 5. | 〈Fatal if Swallowed〉                    | 6:45      |
| 6. | 〈Powersurge〉                            | 4:36      |
| 7. | 〈In Union We Stand〉                     | 4:26      |
| 8. | 〈Electro-Violence〉                      | 3:45      |
| 9. | 〈Overkill II (The Nightmare Continues)〉 | 7:07      |